# Джон Братон
Джон Герард Братон (ірл. Seán де Briotún; 18 травня 1947, Дублін — 6 лютого 2024 ) — ірландський політик.

## Біографія
У 1965 вступив до партії Фіне Гел. У 1969 лишився депутатства до Дойл Ерян (нижня палата парламенту Ірландії). Був міністром фінансів Ірландії у (1981-1982 та у 1986-1987). Міністром промисловості і енергетики Ірландії у (1982-1983). Міністром промисловості, торгівлі і туризму (1983-1986), а також публічних служб (1987). У 1987-1990 заступник глави партії Фіне Гел з 1990 до 2001. У 1994-1997 роках займав посаду Прем'єр-міністра Ірландії. Від 24 листопада 2004 по 31 жовтня 2009 — посол Європейського Союзу в США.